# Margrit Fischer
Margrit Fischer-Willimann (* 8. November 1947 in Triengen) ist eine Schweizer Politikerin (CVP). Dem Grossen Rat des Kantons Luzern gehörte sie von 1995 bis 1999 an sowie dem Regierungsrat von 1999 bis 2003.

## Engagement und Privates
Margrit Fischer absolvierte nach einer KV-Lehre ein Studium der Rechtswissenschaften. Der Anwalt und Notar Theo Fischer wurde ihr Ehemann. Die Familie wohnt in Sursee.
Fischer war Präsidentin einer Arbeitsgruppe für die Gleichstellung von Mann und Frau des Kantons Luzern. Das erarbeitete Gleichstellungsgesetz wurde später vom Grossrat angenommen. Ein Surseer Frauenförderungsprojekt mit einem Frauenzentrum scheiterte dagegen, da den Männern die Idee nicht gepasst habe.
Von 2006 bis 2017 war Margrit Fischer Präsidentin des Luzerner Forums für Sozialversicherungen und Soziale Sicherheit. Sie war fast 14 Jahre Stiftungsratspräsidentin der Schwerbehindertenorganisation «SSBL Stiftung für selbstbestimmtes und begleitetes Leben».

## Politik
Fischer gehörte der Christlichdemokratischen Volkspartei an und trat 1986 der CVP-Frauengruppe des Kantons bei. Als zweite Frau wurde sie 1991 Stadträtin von Sursee und amtierte acht Jahre als Finanzvorsteherin. Sie kandidierte 1995 für das Amt Sursee und war bis 1999 Grossrätin.
Sursee schlug sie 1999 als Regierungsrätin vor und Fischer erreichte mit 46'179 der Stimmen das Mehr. Als zweite Frau des Kantons wurde sie 2003 als «Frau Schultheiss» Vorsitzende des Regierungsrates. Nachdem der Regierungsrat von sieben auf fünf Sitze verkleinert wurde, entschied 2003 das Parteipräsidium der CVP nur drei Männer als Kandidaten in den zweiten Wahlgang zu entsenden. – Das Amt der Frau Schultheiss hatten vor Fischer Brigitte Mürner-Gilli (1992 und 1997) und nach ihr Yvonne Schärli-Gerig inne (2007 sowie 2012 als Regierungspräsidentin; Stand: Januar 2024).
Fischers Ehemann gehörte dem Grossen Rat des Kantons sowie dem Nationalrat an.

## Belege
1. 1 2 3 4  surseerwoche.ch: 1999 kämpfte sie sich in den Regierungsrat. (19. Juni 2022; abgerufen am 9. Januar 2023)
2. ↑  ssbl.ch: Botschafterinnen und Botschafter. (abgerufen am 9. Januar 2023)
3. ↑  zentralplus.ch: Schwerbehindertenorganisation SSBL erhält neues Präsidium. (27. Oktober 2017; abgerufen am 9. Januar 2023)

| Personendaten    | Personendaten                                                                     |
| ---------------- | --------------------------------------------------------------------------------- |
| NAME             | Fischer, Margrit                                                                  |
| ALTERNATIVNAMEN  | Willimann, Margrit (Geburtsname); Fischer-Willimann, Margrit (vollständiger Name) |
| KURZBESCHREIBUNG | Schweizer Politikerin der CVP                                                     |
| GEBURTSDATUM     | 8. November 1947                                                                  |
| GEBURTSORT       | Triengen, Schweiz                                                                 |